# Église Saint-Lucien de La Courneuve
L'église Saint-Lucien est une église catholique située rue de la Convention à la Courneuve (Seine-Saint-Denis). Elle dépend du diocèse de Saint-Denis et elle est dédiée à saint Lucien.

## Histoire

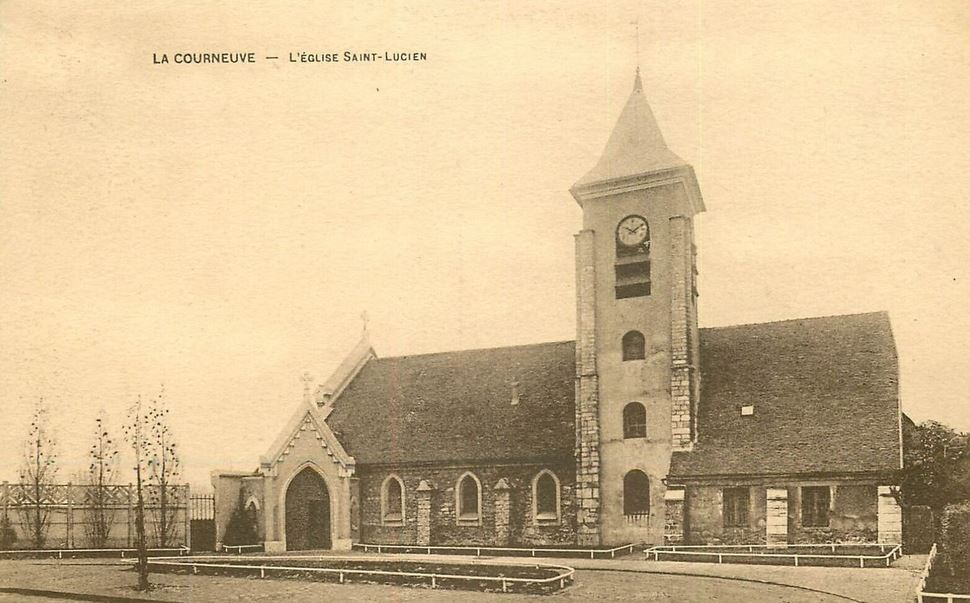
La Courneuve Eglise Saint-Lucien

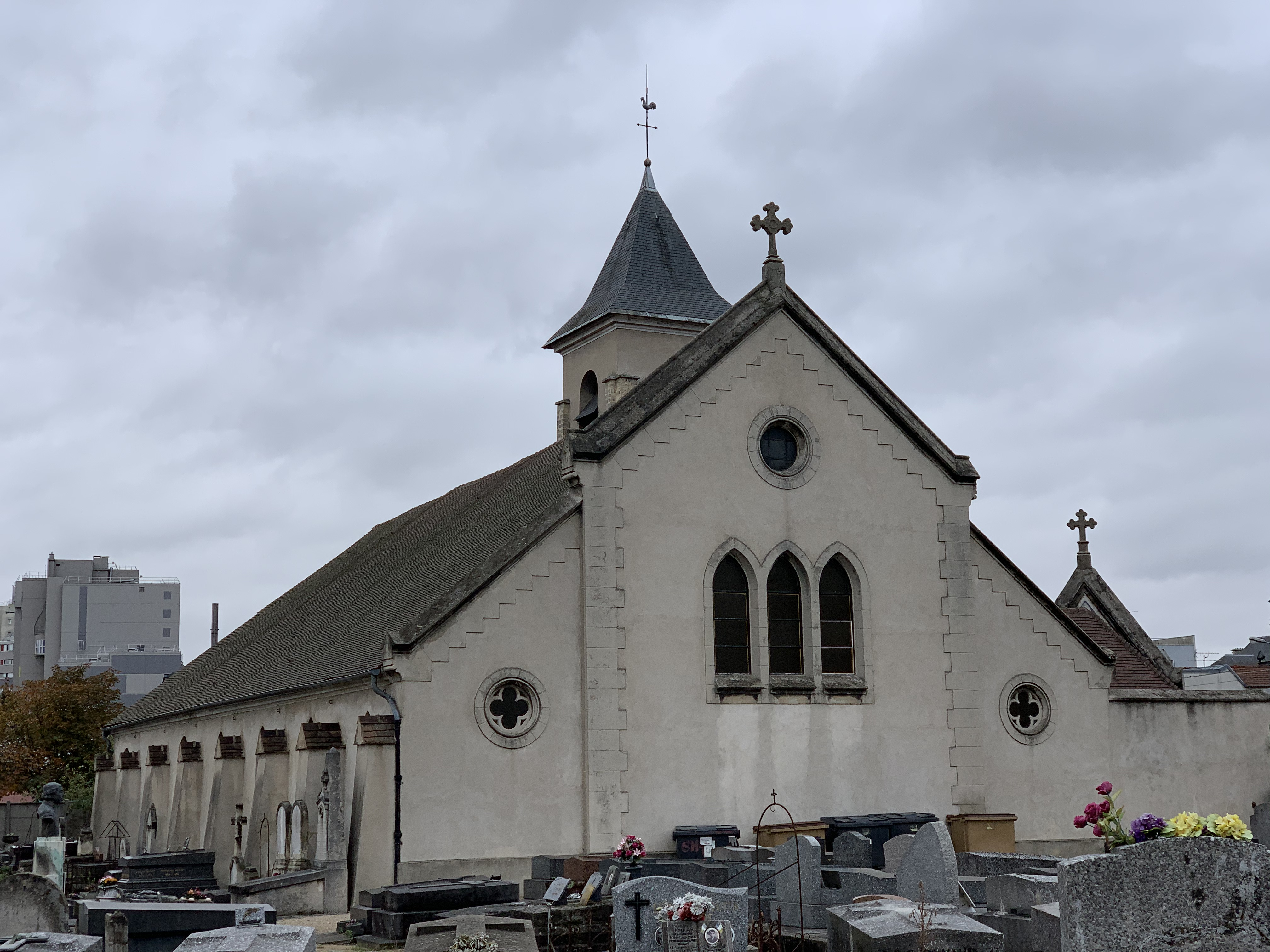
L'église Saint-Lucien en 2019.

Cet emplacement est habité depuis l’Antiquité: Des fouilles pratiquées à l’extérieur de l’église, dans le vieux cimetière, ont permis la mise au jour de sépultures médiévales et modernes, de huit sarcophages mérovingiens et ont également livré une dizaine de tessons de poterie attribuables au Hallstatt ou à La Tène, des tessons de céramique sigillée des IIe – IIIe siècles ainsi que des tuiles antiques.
On suppose l'existence, à cet endroit, d'un lieu de culte chrétien vers le VIIe siècle. Robert le Pieux y aurait fait construire un oratoire en 1015. Une église d'origine mérovingienne s'y élève encore vers l'année 1180, qui sera détruite par les Huguenots puis reconstruite en 1580 et consacrée le 26 juin de la même année.
C'est une étape de la procession des moines de Saint-Denis jusqu’en 1629. Au XVIIIe siècle, une nouvelle façade est ajoutée et, en 1839, une horloge agrémente l'ensemble. En 1929, l'église est encore agrandie.

## Description

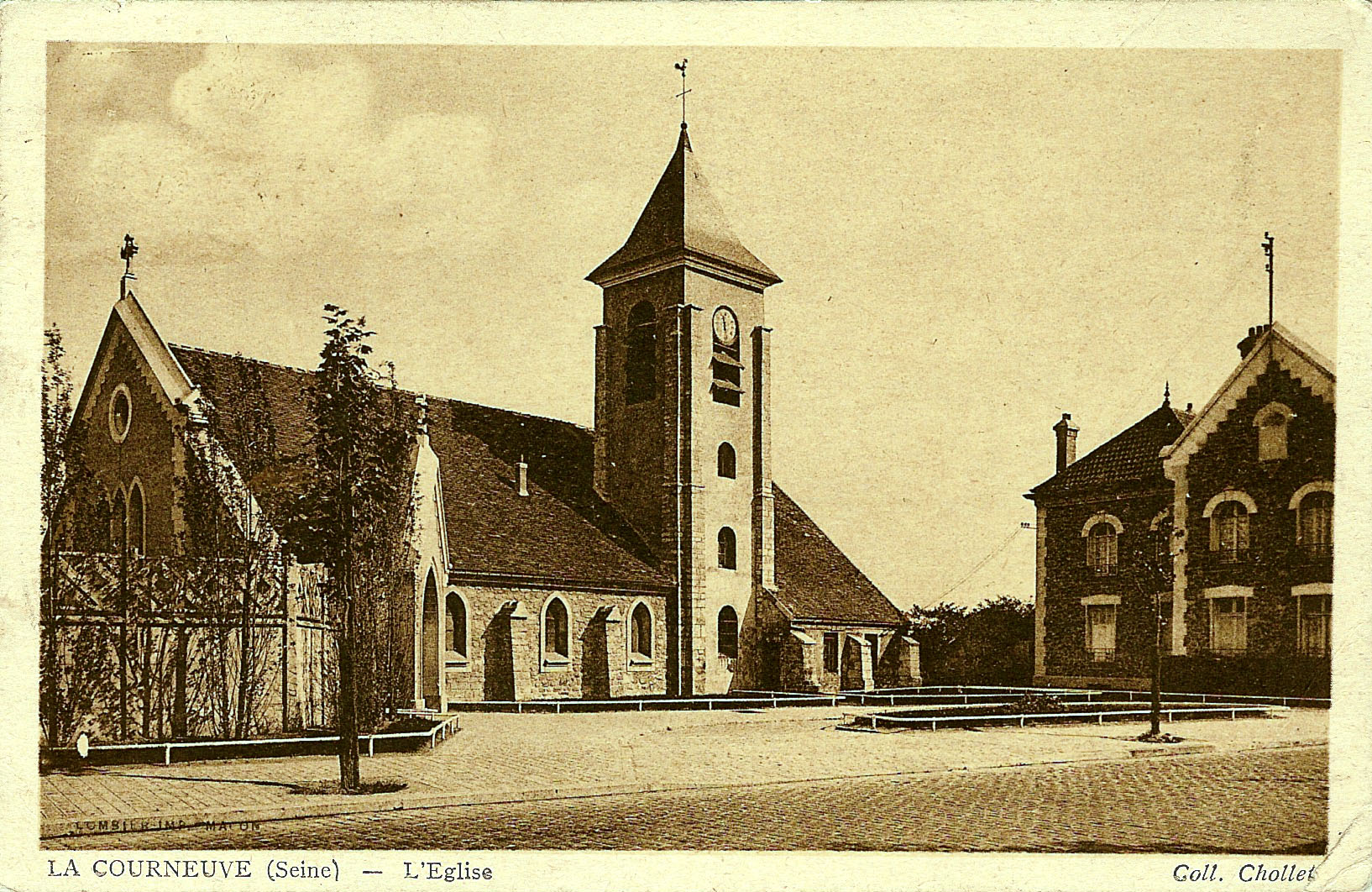
La Courneuve: L'église vers 1900.

L'édifice comporte trois nefs dont les fondations correspondent à peu près à celles du bâtiment actuel.
Elle abrite des statues en bois polychrome offertes à la paroisse par le sculpteur Pierre Dubos (1889-1974), élève de Bourdelle, et notamment un triptyque, réalisé en terre cuite et en bois, représentant la Pentecôte, Le Baptême de Jésus et la parabole de l'Enfant prodigue.

## Paroisse
Elle fait aujourd'hui partie de l'ensemble pastoral de La Courneuve et elle est desservie par les Fils de la charité, congrégation fondée en 1918.